# Coelioxys menthae
Coelioxys menthae är en biart som beskrevs av Cockerell 1897. Coelioxys menthae ingår i släktet kägelbin, och familjen buksamlarbin. Inga underarter finns listade i Catalogue of Life.